# N544 (België)
De N544 is een gewestweg in België tussen Bergen (N556) en Blaregnies (N543). De route heeft een lengte van ongeveer 13 kilometer.
De gehele weg bestaat uit twee rijstroken voor beide rijrichtingen samen.

## Plaatsen langs N544
- Bergen
- Cuesmes
- Frameries
- Eugies
- Sars-la-Bruyère
- Blaregnies